# サルバドール・エドワード・ルリア
サルバドール・エドワード・ルリア（伊: Salvador Edward Luria、1912年8月13日 - 1991年2月6日）は、イタリアの微生物学者。ファージの研究の草分けであり、分子生物学を創始した一人でもある。マックス・デルブリュック、アルフレッド・ハーシーとともに1969年度のノーベル生理学・医学賞を受賞した。

## ヨーロッパでの生活
ルリアはサルヴァトーレ・エドアルド・ルリア（Salvatore Edoardo Luria）として、イタリアのトリノでユダヤ人の家庭に生まれた。1935年にトリノ大学医学部を卒業し、1936年から37年にかけては衛生兵としてイタリア陸軍に従軍した。その後、ローマ大学で放射線医学の授業を受け持った。ここでマックス・デルブリュックの遺伝子に関する理論を知り、細菌に感染するウイルスであるバクテリオファージを使ってその理論を検証する実験方法を考え始めた。
1938年にルリアはアメリカでフェローとして実験できることになった。しかしすぐにベニート・ムッソリーニのファシズム政権は、ユダヤ人がフェローとして研究に従事することを禁止した。ルリアはアメリカでもイタリアでも研究を続ける財政的基盤を失い、1938年にフランスのパリに移住した。1940年にナチスがフランスに侵攻してくると、ルリアは自転車でマルセイユまで走り、アメリカ合衆国への移民ビザを手に入れることができた。

## ファージの研究
1940年9月12日にニューヨークに到着すると、ルリアはすぐにファーストネームとミドルネームを改名した。ルリアのローマ大学時代からの知人であったエンリコ・フェルミの助けもあって、ルリアもロックフェラー財団のフェローとしてコロンビア大学で研究を続けることができた。ルリアはすぐにデルブリュックとハーシーに会い、彼らは共同してコールド・スプリング・ハーバー研究所やデルブリュックの研究室があるヴァンダービルト大学で実験を行った。
ルリアとデルブリュックが1943年に行った、有名なルリア-デルブリュックの実験は、細菌の遺伝もジャン＝バティスト・ラマルクではなくチャールズ・ダーウィンの説に基づくことを示し、突然変異を起こした細菌はウイルスが存在しなくてもウイルス耐性を持ちうることを示した。細菌にも自然選択説が適用されるという考え方は、例えば細菌の抗生物質耐性も説明しうる、深い結論だった。
1943年から50年にかけて、ルリアはインディアナ大学で勤務した。ルリアの研究室の第一期生には、DNAの構造を解明したジェームズ・ワトソンがいる。ルリアは1947年にアメリカに帰化した。
1950年、ルリアはイリノイ大学アーバナ・シャンペーン校に移った。ここで大腸菌の培地がどのようにファージの増殖を防いでいるかを観察している際、ある種の細菌がDNAを特定の配列で切断する酵素を造っていることを発見した。これらの酵素は制限酵素として知られるようになり、分子生物学には欠かせないツールとなっている。

## 晩年の研究
1959年、マサチューセッツ工科大学（MIT）の微生物学部門の長となった。ここでは、ルリアは研究の中心をファージから細胞膜やバクテリオシンの研究に移した。1963年にサバティカルとしてパリのパスツール研究所で働いている時、ルリアはバクテリオシンが細胞膜の機能を破壊することを発見した。MITに戻ると、ルリアの研究室ではバクテリオシンは細胞膜に穴を開けてイオンを通し、細胞の電気化学勾配をなくすことによって細胞膜の機能を破壊していることを発見した。1972年に、MITのガン研究センター長となった。この研究センターで、デビッド・ボルティモア、利根川進、フィリップ・シャープ、ロバート・ホロビッツら、後にノーベル賞を受賞する多数の科学者を育てた。
ノーベル賞の他にも、ルリアは多数の賞を受けている。1960年には全米科学アカデミーの会員に選出され、1968年から69年にかけてはアメリカ微生物学会の会長を務めた。1969年にはマックス・デルブリュックと共にコロンビア大学よりルイザ・グロス・ホロウィッツ賞を受賞。1974年には人気を呼んだ科学の啓蒙書『分子から人間へ ― 生命：この限りなき前進』で全米図書賞を受賞している。生涯を通じて、ルリアは政治的な発言も積極的に行ってきた。1957年にはライナス・ポーリングとともに核実験への抗議集会を開催した。またベトナム戦争には反対、労働組合の結成には賛成の立場を取ってきた。1970年代、ルリアは遺伝子工学の論争に巻き込まれ、ほどよい見通しに立って妥協の立場を取り、極端な禁止や全面的な自由よりはある程度の規制があるべきとした。数々の政治的な発言のせいでルリアは1969年の一時期、アメリカ国立衛生研究所の助成金対象から外されていた。
1991年2月6日、マサチューセッツ州のレキシントンで心臓発作のため没した。

## 著書
- 『分子から人間へ ― 生命：この限りなき前進』(Life: the Unfinished Experiment) 渡辺格, 鈴木孯之訳, 文化放送開発センター出版部, 1974; 新版 法政大学出版局, 1988
- 『分子生物学への道』(A Slot Machine, a Broken Test Tube) 石館康平, 石館三枝子訳, 晶文社, 1991
- 『ルリア生物学』(36 Lectures in Biology) 長野敬, 森久保真紀訳, 共立出版, 1980
- 『一般ウィルス学』松本稔, 丸善, 1955